# Campeonato de España Open de Primavera de Natación 2021
El XXI Campeonato de España Open de Primavera de Natación se celebró en Sabadell entre el 24 y el 28 de marzo de 2021 bajo la organización de la Real Federación Española de Natación (RFEN) y el Club Natació Sabadell.
Este campeonato fue clasificatorio para los Juegos Olímpicos de Tokio 2020 y para el Campeonato Europeo de Natación de 2021. Las competiciones se realizaron en el Centre Can Llong de la ciudad catalana.

## Resultados

### Masculino
| Evento                 | Oro                                                   | Plata                                    | Bronce                                        |
| ---------------------- | ----------------------------------------------------- | ---------------------------------------- | --------------------------------------------- |
| 50 m libre (27.03)     | Konrad Czerniak Madrid N. C. 22,28                    | Mario Mollà C. N. Terrassa 22,69         | Juan Francisco Segura C. D. SEK 22,77         |
| 100 m libre (24.03)    | Moritz Berg Real Canoe N. C. 49,37                    | Sergio de Celis C. N. Sabadell 49,42     | Francisco Arévalo Madrid N. C. 49,58          |
| 200 m libre (25.03)    | César Castro C. N. Santa Olaya 1:47,79                | Mario Mollà C. N. Terrassa 1:48,92       | Moritz Berg Real Canoe N. C. 1:49,08          |
| 400 m libre (28.03)    | Miguel Durán C. N. Terrassa 3:51,34                   | Ferran Julià C. E. Mediterrani 3:52,19   | Carlos Quijada C. D. Gredos San Diego 3:54,03 |
| 800 m libre (26.03)    | Miguel Durán C. N. Terrassa 8:01,95                   | Guillem Pujol C. N. Mataró 8:03,22       | Ferran Julià C. E. Mediterrani 8:03,51        |
| 1500 m libre (24.03)   | Alejandro Puebla C. N. Cartagonova-Cartagena 15:21,29 | Guillem Pujol C. N. Mataró 15:22,11      | Raúl Santiago C. N. Sant Andreu 15:26,21      |
| 50 m espalda (28.03)   | Juan Francisco Segura C. D. SEK 25,14                 | Manuel Martos C. N. Mare Nostrum 25,74   | Alejandro Calderón C. E. Mediterrani 25,88    |
| 100 m espalda (24.03)  | Nicolás García C. D. Gredos San Diego 54,60           | Manuel Martos C. N. Mare Nostrum 55,08   | Diego Mira C. N. Sabadell 55,76               |
| 200 m espalda (26.03)  | Nicolás García C. D. Gredos San Diego 1:57,34         | Manuel Martos C. N. Mare Nostrum 1:58,52 | Diego Mira C. N. Sabadell 2:01,14             |
| 50 m braza (25.03)     | Martín Melconian C. D. Alameda de Osuna 28,07         | Jaime Morote C. D. SEK 28,18             | Gonzalo Carazo C. D. Gredos San Diego 28,23   |
| 100 m braza (26.03)    | Gonzalo Carazo C. D. Gredos San Diego 1:01,75         | Joan Ballester C. E. Mediterrani 1:01,99 | Jaime Morote C. D. SEK 1:02,64                |
| 200 m braza (28.03)    | Joan Ballester C. E. Mediterrani 2:13,78              | Álex Castejón C. N. Sabadell 2:14,12     | Jaime Morote C. D. SEK 2:18,12                |
| 50 m mariposa (24.03)  | Alberto Lozano C. E. Mediterrani 23,84                | Beltrán Rodríguez Madrid N. C. 24,04     | Álex Ramos C. N. Sabadell 24,18               |
| 100 m mariposa (25.03) | Konrad Czerniak Madrid N. C. 52,32                    | Alberto Lozano C. E. Mediterrani 53,11   | Álex Ramos C. N. Sabadell 53,25               |
| 200 m mariposa (27.03) | Arbidel González C. N. Santa Olaya 1:59,83            | Francisco Arévalo Madrid N. C. 2:00,11   | Miguel Martínez R. C. Náutico de Vigo 2:00,30 |
| 200 m estilos (27.03)  | Joan Lluís Pons C. N. Sant Andreu 2:01,04             | Sergio de Celis C. N. Sabadell 2:01,51   | Nicolás García C. D. Gredos San Diego 2:03,62 |
| 400 m estilos (25.03)  | Joan Lluís Pons C. N. Sant Andreu 4:15,29             | Álex Castejón C. N. Sabadell 4:18,71     | Arbidel González C. N. Santa Olaya 4:24,97    |

### Femenino
| Evento                 | Oro                                                | Plata                                                                 | Bronce                                                 |
| ---------------------- | -------------------------------------------------- | --------------------------------------------------------------------- | ------------------------------------------------------ |
| 50 m libre (27.03)     | Lidón Muñoz C. N. Sant Andreu 25,07                | Rosa Peris C. N. Castalia Castellón Costa Azahar 25,87                | Marta González C. N. Sant Andreu 25,98                 |
| 100 m libre (24.03)    | Lidón Muñoz C. N. Sant Andreu 55,33                | Marta González C. N. Sant Andreu 56,47                                | Melani Costa C. N. Terrassa 56,81                      |
| 200 m libre (25.03)    | África Zamorano C. N. Sant Andreu 2:00,79          | Paula Juste C. N. Lleida 2:01,25                                      | Marina García C. N. Sabadell 2:01,78                   |
| 400 m libre (28.03)    | Jimena Pérez C. D. Gredos San Diego 4:13,65        | Paula Otero C. N. Arteixo 4:13,67                                     | Paula Juste C. N. Lleida 4:13,70                       |
| 800 m libre (24.03)    | Jimena Pérez C. D. Gredos San Diego 8:33,17        | María de Valdés C. N. Liceo 8:38,88                                   | Paula Otero C. N. Arteixo 8:40,38                      |
| 1500 m libre (26.03)   | María de Valdés C. N. Liceo 16:18,37               | Jimena Pérez C. D. Gredos San Diego 16:23,50                          | Ángela Martínez C. N. Elche 16:28,25                   |
| 50 m espalda (28.03)   | Mireia Pradell C. N. Barcelona 28,59               | Paloma de Bordóns C. N. Bahía de Cádiz 28,77                          | Lidón Muñoz C. N. Sant Andreu 28,96                    |
| 100 m espalda (24.03)  | África Zamorano C. N. Sant Andreu 1:01,06          | Marta Beesmans C. D. Gredos San Diego 1:02,53                         | Claudia Espinosa C. N. Sant Andreu 1:02,71             |
| 200 m espalda (26.03)  | África Zamorano C. N. Sant Andreu 2:09,98          | Ana Muñoz E. M. El Olivar 2:13,75                                     | Claudia Espinosa C. N. Sant Andreu 2:15,27             |
| 50 m braza (25.03)     | Jessica Vall C. N. Sant Andreu 31,50               | Marina García C. N. Sabadell María Ramos C. D. Gredos San Diego 32,10 | —                                                      |
| 100 m braza (26.03)    | Jessica Vall C. N. Sant Andreu 1:07,22             | Marina García C. N. Sabadell 1:09,21                                  | Laura Díaz C. N. Sabadell 1:09,84                      |
| 200 m braza (28.03)    | Jessica Vall C. N. Sant Andreu 2:23,25             | Marina García C. N. Sabadell 2:25,86                                  | Laura Rodríguez C. N. Mijas 2:30,97                    |
| 50 m mariposa (24.03)  | Alba Guillamón C. N. Sant Andreu 27,34             | Aina Hierro C. N. Palma 27,47                                         | Rosa Peris C. N. Castalia Castellón Costa Azahar 27,59 |
| 100 m mariposa (25.03) | Aina Hierro C. N. Palma 1:00,44                    | Alba Guillamón C. N. Sant Andreu 1:00,86                              | Carla Hurtado C. N. Tenis Elche 1:00,93                |
| 200 m mariposa (27.03) | Carlota Torrontegui C. D. N. Inacua Málaga 2:14,09 | Carmen Balbuena C. D. N. Inacua Málaga 2:14,51                        | Aida López C. N. Terrassa 2:15,33                      |
| 200 m estilos (27.03)  | África Zamorano C. N. Sant Andreu 2:13,50          | Catalina Corró C. N. Sabadell 2:13,51                                 | Alba Vázquez C. N. Colombino 2:14,46                   |
| 400 m estilos (25.03)  | Anja Crevar UCAM C. N. Fuensanta 4:40,17           | Catalina Corró C. N. Sabadell 4:42,60                                 | Alba Vázquez C. N. Colombino 4:42,63                   |